# Fritz Bernotat
Otto Friedrich Bernotat, genannt Fritz Bernotat, (* 10. April 1890 in Mittel Jodupp, Ostpreußen; † 4. März 1951 in Neuhof (bei Fulda)) war im NS-Staat als SS-Standartenführer sowie Landesrat und Dezernent für Anstaltswesen des Bezirksverbandes Nassau maßgeblich an der Organisation und Durchführung der NS-Krankenmorde (Aktion T4) in seinem Wirkungsbereich beteiligt.

## Herkunft
Bernotat wurde am 10. April 1890 im ostpreußischen Mittel Jodupp (späterer Name Mittelholzeck, polnisch: Czarnowo Średnie), Kreis Goldap, geboren. Er hatte fünf Geschwister. Nach dem Besuch der achtjährigen Volksschule in Czarnowken (1938 bis 1945: Kleinholzeck, untergegangener Ort) war er im landwirtschaftlichen Betrieb seiner Eltern in Mittel Jodupp bis 1908 tätig.

## Berufssoldat und Erster Weltkrieg
Am 2. Oktober 1908 ging Bernotat zum Militär und begann seinen Dienst im Ulanen-Regiment Nr. 8 in Gumbinnen. Später verpflichtete er sich als Berufssoldat, kam zum Ulanen-Regiment Nr. 7 nach Saarbrücken und diente ab Oktober 1913 im Telegraphen-Bataillon Nr. 7 in Koblenz. Mit dieser Einheit nahm er am Ersten Weltkrieg zuletzt als stellvertretender Divisions-Nachrichten-Bauwart teil. Er erlitt eine 30%ige Kriegsbeschädigung und wurde für seine Verdienste mit dem Eisernen Kreuz II. Klasse ausgezeichnet. Nach Kriegsende war er Angehöriger des Korps-Nachrichten-Park 1 in Königsberg, wo er als Parkverwalter beschäftigt war.
Aufgrund der durch den Versailler Vertrag erzwungenen Verkleinerung der Reichswehr verlor Bernotat 1919 seine Stelle als Berufssoldat.
1920 fand er eine Anstellung als Vertragsangestellter beim Hauptversorgungsamt Koblenz und wechselte kurz danach zum Versorgungsamt Oberlahnstein. Am 12. November 1920 heiratete Bernotat die 22-jährige Auguste R., Landwirtstochter aus Erbenheim bei Wiesbaden. Zwei Söhne wurden tot geboren. Die Ehe blieb somit kinderlos, hielt jedoch bis zu Bernotats Tod im Jahre 1951.

## Beim Bezirksverband Nassau
Am 2. Oktober 1922 trat er als Militäranwärter seinen Dienst beim Bezirksverband Nassau in Wiesbaden an. Ab 1. April 1925 wurde er dort planmäßig als Landesverwaltungsassistent angestellt. Am 1. April 1927 wurde er zum Landesverwaltungssekretär und am 1. April 1929 zum Landesverwaltungsobersekretär befördert.

## Mitgliedschaft in NSDAP, SA und SS
Bernotat trat bereits zum 1. November 1928 der NSDAP bei (Mitgliedsnummer 102.710). Im selben Jahr wurde er Mitglied der SA. Ab 1930 leitete er die Sektion Wiesbaden-Südstadt (nach anderen Angaben Wiesbaden-Südwest). Nach Unterbrechung aufgrund des sogenannten Severing-Erlasses fungierte er im Anschluss bis Anfang 1931 als stellvertretender Kreisleiter für Beamtenfragen. Am 14. Januar 1932 trat er in die SS ein (Mitglieds-Nr. 22.546) und wurde Mitglied im Verein „Lebensborn e. V.“. Als Truppführer wirkte er vom 23. März 1932 an im SS-Sturmbann I/2.
Nach der nationalsozialistischen Machtübernahme wurde Bernotat zum politischen Beauftragten des Gauleiters beim Bezirksverband Nassau und zum Adjutanten des Landeshauptmanns bestellt.
Seine weitere Parteikarriere führte Bernotat vom NSDAP-Ortsgruppenleiter von Wiesbaden-Bahnhof vom 1. Juni 1933 bis 31. März 1934 über seine Funktion als SS-Obertruppführer im Sturmbann z. b. V. beim Stab des SS-Abschnitts XI ab 10. Januar 1934 zum NSDAP-Ortsgruppenleiter z. b. V. des Kreises ab dem 1. April 1934. Am 1. Juli 1934 wurde er Fürsorgereferent beim Stab des SS-Sturmbanns I/78. SS-Standarte. Am 17. Juni 1935 übergab Landeshauptmann Wilhelm Traupel seine Funktion als Fürsorgereferent im SS-Abschnitt XI (Wiesbaden) an Bernotat, der zu dieser Zeit im Rang eines SS-Hauptsturmführers stand.
1933 und 1934 war Bernotat Landeskirchenrat. Ab dem 1. August 1936 wurde er für sechs Jahre zum Ratsherrn der Stadt Wiesbaden berufen. Als „Vereinsleiter“ des Trägervereins der Heil- und Pflegeanstalt Kalmenhof in Idstein fungierte er ab 1937. Ab 7. Mai 1937 war er Vorsitzender des Vereins für Volkspflege e.V. und ab 8. August 1937 Vorstand der Heil- und Pflegeanstalt Scheuern.
Im Januar 1938 trat Bernotat aus der evangelischen Kirche aus und bezeichnete sich fortan als „gottgläubig“.
Auch auf der Beförderungsebene war eine gleichförmige und steil nach oben zeigende Bewegung zu erkennen: ab 9. November 1935 (nach anderen Angaben 20. April 1935) SS-Untersturmführer, ab 13. September 1936 SS-Obersturmführer, ab 1. Juli 1937 SS-Hauptsturmführer (nach anderen Angaben 1. Februar 1937), ab 12. September 1937 SS-Sturmbannführer, ab 10. September 1939 SS-Obersturmbannführer und ab 9. November 1943 SS-Standartenführer und Führer beim Stab des SS-Oberabschnitts Rhein-Westmark.

## Anstaltsdezernent des Bezirksverbandes Nassau
Auf beruflicher Ebene vollzog Bernotat eine gleich schnelle Karriere und stieg mit der Unterstützung bekannter Parteifunktionäre allein im Jahr 1933 um vier Stufen vom Landesobersekretär bis zum Landesbürodirektor am 1. November 1933 auf. Am 1. April 1937 wurde ihm das Dezernat für die zentrale Verwaltung des gesamten Anstaltswesens des Bezirksverbandes übertragen.
Schließlich ernannte ihn der Oberpräsident am 18. Februar 1938 auf zwölf Jahre zum Landesrat. Diese Stelle war eigens für Bernotat geschaffen worden. Auch im Kommunallandtag fungierte er als Abgeordneter. Eine solche Karriere vom mittleren in den höheren Verwaltungsdienst war auch für die damaligen Verhältnisse ein Ausnahmefall.
Mehr noch als sein Dienstrang fiel seine Funktion als Adjutant des Landeshauptmanns Wilhelm Traupel ins Gewicht. Insbesondere nachdem Letzterer ab 1936 seinen Dienstsitz nach Kassel verlegt hatte, da er nunmehr in Personalunion neben dem Bezirksverband Nassau auch den Bezirksverband Hessen leitete, war es Bernotat als Leiter des Wiesbadener Büros von Traupel möglich, seine Machtposition mit Rückendeckung des Landeshauptmanns, mit dem er per „Du“ war und der ihn mit „Berno“ anredete, kontinuierlich auszubauen. Im Lauf der Jahre wurde der als herrschsüchtig beschriebene Bernotat („ausgesprochener Willensmensch“ und „sehr hart“, SS-Personalbericht vom 3. August 1939) so zum eigentlichen Herrscher im Bezirksverband Nassau. Seine Position festigte er durch Intrigen und unverhohlenen Terror. Auch seine schon früh geschlossene Freundschaft mit dem Gauleiter von Hessen-Nassau und Reichsstatthalter Jakob Sprenger, als dessen Vertrauter er innerhalb des Bezirksverbandes galt, stellte eine wesentliche Stütze seiner Machtstellung dar.
1940 wurde Bernotat Fachschaftsgruppenwalter des Reichsbundes der Deutschen Beamten, die ihm als Parteimann Einfluss auf die Personalpolitik des Bezirksverbandes ermöglichte.
Seine erste Rede als Dezernent für das Anstaltswesen des Bezirksverbandes an der vom Deutschen Gemeindetag am 24. September 1937 in München veranstalteten Konferenz der Anstaltsdezernenten stellte Bernotat unter das Motto des Hitlerzitats: „All unsere Arbeit hat dem deutschen Volke zu dienen“ und leitete daraus ab, „dass die Aufwendungen für Erbkranke, Asoziale so niedrig zu halten sind, wie nur irgend möglich.“
Mit einer maximalen Belegung bzw. Überbelegung und einer Änderung des „Pflegeschlüssels“ durch die Verdoppelung der auf einen betreuenden Arzt entfallenden Patientenzahl habe er bereits die notwendigen Sparmaßnahmen eingeleitet, die er seinen Kollegen zur Nachahmung empfahl. Hinzu kämen noch Einsparungen bei der Ernährung und die Verwendung von Strohsäcken anstelle von Matratzen. Bereits am 5. April 1937, bei einer Anstaltsleiterkonferenz in Schloss Dehrn, sagte er: „Wenn ich ein Arzt geworden wäre, ich würde diese Kranken umlegen“. Der ärztliche Leiter der Heil- und Pflegeanstalt Eichberg, Friedrich Mennecke, zitierte nach dem Krieg Bernotat mit dessen Ausspruch gegenüber den Ärzten und dem Pflegepersonal über die Insassen der Anstalten: „Schlagt sie doch tot, dann sind sie weg!“
1938 ergaben sich erste Differenzen zwischen Bernotat und Landeshauptmann Traupel, als dieser sich für eine – letztlich gescheiterte – Zusammenlegung der beiden Bezirksverbände in der Provinz Hessen-Nassau starkmachte, was mit einer Verlegung der Verwaltung von Wiesbaden nach Kassel verbunden gewesen wäre. Bernotat ließ sich daher im Frühjahr 1939 in das neu gebildete „Protektorat Böhmen und Mähren“ abordnen, um dort mit weiteren Mitarbeitern des Bezirksverbandes in Prag ein „Bodenamt“ aufzubauen. Er kehrte jedoch schon im September 1939 nach Wiesbaden zurück.
Bei einem Machtkampf 1940 zwischen Traupel und Jakob Sprenger, bei dem es um die Vorherrschaft der politischen oder staatlichen oder kommunalen Verwaltung ging, schlug sich Bernotat mit sicherem Instinkt auf die Seite von Sprenger als dem Gewinner dieses Kräftemessens, der anschließend interne Informationen aus dem Bezirksverband an Bernotat weiterleitete, so dass dieser nach dem Abgang Traupels endgültig zum starken Mann des Bezirksverbandes avancieren konnte. Ab Mai 1941 gab Bernotat dort den Ton an und wirkte zugleich als verlängerter Arm des Gauleiters.

## Unterstützung der Aktion T4
Im Januar 1940 begann die erste Phase der NS-Krankenmorde, im Nachkriegssprachgebrauch als „Aktion T4“ bekannt geworden. Von Anfang an rekrutierte Bernotat zu diesem Zweck „T4-Gutachter“ wie Friedrich Mennecke und unterstützte die Erfassung der potentiellen Opfer durch die Meldebogenaktion des Reichsinnenministeriums. Vor allem stellte er die Heil- und Pflegeanstalt Hadamar ab November 1940 als Nachfolgeeinrichtung für die im Herbst 1940 geschlossene NS-Tötungsanstalt Grafeneck kostenlos zur Verfügung. Es entstand die einzigartige Kombination einer Vergasungsanstalt mit einer Landesheilanstalt. Sie wurde weiterhin vom Bezirksverband Nassau betrieben, der auf Initiative von Bernotat auch mindestens 25 Personen aus seinem eigenen Personal für die T4-Organisation zum Einsatz in der nun „Landesheil- und Pflegeanstalt Hadamar“ genannten Gasmordanstalt abstellte. Der Gauleiter und der Landeshauptmann sowie Bernotat waren über den Zweck dieser Einrichtung aus erster Hand informiert und unterstützten die Krankenmordaktion nach Kräften. Gleichzeitig ordnete Bernotat an, die Landesheilanstalten Eichberg, Weilmünster und Herborn sowie die von ihm geleiteten Privatanstalten Kalmenhof/Idstein und Scheuern als sogenannte „Zwischenanstalten“ für die Aktion T4 bereitzustellen. Diese dienten der Verschleierung der Mordaktion und übernahmen für die Tötungsanstalt Hadamar eine „Pufferfunktion“, indem dort die potentiellen Opfer auf „Abruf“ untergebracht wurden und damit eine kontinuierliche „Auslastung“ gewährleisteten.
Nach der Hartheimer Statistik wurden in Hadamar in der Zeit von Januar bis zum Stopp der Aktion T4 Ende August 1941 insgesamt 10.072 Menschen vergast.

## Medikamenten- und Kinder-„Euthanasie“
Nach Einstellung der Vergasungen in Hadamar führte der Bezirksverband Nassau die Krankenmorde in der dezentralen „Aktion Brandt“ weiter. Dabei wurden unter der ärztlichen Leitung von Adolf Wahlmann bis Kriegsende noch mindestens 4.400 Kranke durch Medikamente in Kombination mit Unterernährung ermordet. Nur in Meseritz-Obrawalde wurden mit mindestens 6.000 noch mehr Menschen umgebracht.
Auch bei der Kinder-„Euthanasie“ wirkten die Anstalten des Bezirksverbandes durch die Einrichtung von „Kinderfachabteilungen“ in Eichberg und Kalmenhof im Jahre 1941 mit.
Im November 1941 erlitt Bernotat aufgrund seiner chronischen Herz-Kreislauf-Erkrankung eine Embolie, die ihn vorübergehend erblinden ließ. Nach einer Operation konnte er jedoch mit Einschränkungen zu Beginn des Jahres 1942 wieder seinen Dienst antreten. Schon zuvor hatte er von seiner Wohnung in der Wiesbadener Eichendorffstraße 1 aus telefonisch den Gang seiner Dienstgeschäfte gesteuert.

## Auf dem Machthöhepunkt
In einem sich herausbildenden Zwist zwischen den beiden Hauptrichtungen einer zukünftigen Psychiatrie bzw. Geisteskrankenfürsorge – einerseits der ärztlich bestimmten „Psychiatriefraktion“, die neue Wege einer kostenintensiven Heilung (oder Vernichtung) beschreiten wollte, und der „Verwaltungs- und Parteifraktion“, die Menschen mit seelischen oder geistigen Krankheiten als nicht behandlungsbedürftig oder -würdig abstempelte – kam es zwischen Bernotat als dem regionalen Protagonisten der „Verwaltungs- und Parteifraktion“ und dem Leiter der Heil- und Pflegeanstalt Eichberg, Friedrich Mennecke, auf der anderen Seite auch zu persönlichen Auseinandersetzungen. Faktisch behielt Bernotat mit der von ihm favorisierten Auffassung, dass die „Vernichtung lebensunwerten Lebens“ neben der wirtschaftlichen Bedeutung rassehygienisch unabdingbar sei und somit langfristig die Psychiatrie überflüssig mache, die Oberhand.
Anfang 1943 stand Bernotat im Zenit seiner Macht. Durch die Ausschaltung des Dezernenten für die Fürsorgeerziehung im Bezirksverband konnte er seine Abteilung um diesen Aufgabenbereich vergrößern. Auf Anordnung des Reichsinnenministers Wilhelm Frick richtete er im Mai 1943 in einer Abteilung der Landesheilanstalt Hadamar ein „Erziehungsheim“ ein, in das „jüdische Mischlinge ersten Grades“ eingewiesen wurden. Mindestens 40 Kinder und Jugendliche fielen dort der Medikamenten-„Euthanasie“ zum Opfer.
Seine persönlichen Verdienste für die SS sowie die von ihm geförderte Zurverfügungstellung von Raum für SS-Lazarette in den Einrichtungen des Bezirksverbandes wurden durch die Aufnahme Bernotats in den Kreis jener hervorgehobenen SS-Angehörigen belohnt, denen der Reichsführer SS zum Weihnachtsfest – im neuheidnischen SS-Jargon als „Julfest“ bezeichnet – den sogenannten Julleuchter überreichte.
Für die Ermordung der aus Frankfurt am Main stammenden Ruth Pappenheimer, die einen jüdischen Vater hatte und damit rassisch Verfolgte des Nazi-Regimes war, setzte sich Fritz Bernotat ganz besonders ein. Ruth Pappenheimer war Fürsorgezögling und von Frankfurt aus zunächst in der Bad Camberger Haus- und Landarbeitsschule Bad Camberg, später dann auf Schloss Dehrn untergebracht worden. Nachdem sie im Herbst 1944 von dort entwichen war, erfolgte ihre Unterbringung auf dem Kalmenhof. Am 20. Oktober 1944 wurde sie dort auf Anweisung von Fritz Bernotat durch den Anstaltsarzt Hermann Wesse mit einer Morphiumspritze getötet.

## Nach dem Krieg
Bei Heranrücken der US-Armee im März 1945 setzte sich Bernotat mit seiner Frau und seiner Sekretärin nach Osten ab. In Cottbus trennte sich seine Sekretärin von ihm. Seitdem verlor sich seine Spur. Ein eingeleitetes Ermittlungsverfahren, unter anderem auch gegen Bernotat, führte nicht zu einem Strafverfahren, da er offiziell als verschollen galt. Tatsächlich war er mit seiner Frau im Oktober 1945 in Neuhof bei Fulda unter dem Falschnamen „Kallweit“ untergetaucht. Als Otto Kallweit wurde Bernotat als „nicht betroffen“ entnazifiziert.
Er starb am 4. April 1951 in Neuhof. Seine Identität und sein Tod wurden erst bekannt, als seine Witwe 1954 wieder seinen Namen annahm und eine Witwenpension beantragte.
Bernotat stellte auf Regionalebene den Prototyp eines überzeugten und fanatischen nationalsozialistischen Karrieristen dar, der sich – politisch protegiert – rücksichtslos von unten nach oben kämpfte, sich dabei instinktsicher immer auf die Seite der Gewinner von machtpolitischen Auseinandersetzungen schlug und skrupellos seinen persönlichen Vorteil und Machterhalt suchte. Ebenso wie er in seinem persönlichen Karrieredrang Rücksichten auf andere nicht kannte, setzte er auch die ideologisch begründeten Rassehygienemaßnahmen des NS-Staates mit einer beispiellosen Radikalität in seinem Wirkungsbereich durch. Als Vertreter einer auch im damaligen Staat extremen Richtung, die vor allem psychisch und geistig Kranke generell als nutzlos für die „Volksgemeinschaft“ betrachtete, teilte er vorbehaltlos die Auffassung, dass solche überflüssigen und die Gemeinschaft wirtschaftlich belastenden Existenzen im Sinne einer effektiven Rasse- und Sozialhygiene zu beseitigen seien. Es sorgte mit dafür, dass in den Anstalten des Bezirksverbandes Nassau 20.000 Menschen durch Gas, Medikamente und Hunger umgebracht werden konnten.
Ebenso wenig wie Bernotat wurden auch die übrigen Verantwortlichen des Bezirksverbandes wegen der Verbrechen strafrechtlich belangt, die in ihrem Wirkungsbereich geschahen.

## Auszeichnungen
- Eisernes Kreuz (1914) II. Klasse
- Totenkopfring der SS
- Kriegsverdienstkreuz (1939) II. Klasse im August 1942
- Goldenes Parteiabzeichen der NSDAP am 30. Januar 1943